# Acetilklorid
Acetilklorid je brezbarvna tekočina jedkega vonja, v vlažnem zraku se kadi.
Tekočina je zelo hlapna, pri čemer se slednji lahko vžgejo. Hlapi tvorijo z zrakom eksplozivne zmesi, ki so težje od zraka. V stiku z vodo, vlago ali hlapi močno reagira in razpade v klorovodikovo in ocetno kislino. V stiku z alkoholom reagira tako močno kot z vodo. Pri segrevanju in pri požaru se tvorita zelo strupeni forgen in klorovodik. V primeru vstopa vode v posodo obstaja možnost eksplozije.